# Waterkrachtcentrale Kvilldal
Waterkrachtcentrale Kvilldal is de grootste waterkrachtcentrale qua capaciteit van Noorwegen en ligt in de gemeente Suldal.
De centrale heeft een geïnstalleerd vermogen van 1240 MW, met een gemiddelde jaarlijkse productie van ongeveer 3.516 GWh. De gebruikte aggregaten zijn van het type francisturbine bij een hoogteverschil van 538 meter. Koning Olaf V van Noorwegen opende dit in rotsen gelegen complex op 3 juni 1982. Bij deze centrale ligt de North Sea Link wat een onderzeese stroomverbinding is tussen Noorwegen en Groot-Brittannië.